# Ptakh Jung
Ptakh Jung (em ucraniano: Птах_Юнґ) é um grupo musical formado em Kiev em 2016 pelos músicos e compositores ucranianos Anton Degtyarev e Volodymyr Babushkin.